# Selves pluvials montanes dels Ghats Sud-occidentals
Les selves pluvials montanes dels Ghats Sud-occidentals són una ecoregió de l'Índia de l'Sud que cobreix la part meridional de la serralada occidental dels Ghats a Karnataka, Kerala i Tamil Nadu, a les zones amb major altitud de 1000 metres. Són més fredes i humides que els boscos humits de fulla caduca dels Ghats occidentals de Sud menys elevats, que envolten les selves tropicals montanes.

## Enquadrament
L'ecoregió és la més rica en espècies de l'Índia peninsular i és la llar de nombroses espècies endèmiques. Cobreix una àrea de 22.600 quilòmetres quadrats. S'estima que dos terços dels boscos originals han estat talats, i només estan protegits 3.200 quilòmetres quadrats, o el 15% de la superfície intacta. La part sud dels Ghats occidentals conté els pics més alts de la serralada, destacant el Anai Mudi a Kerala, amb 2695 metres d'altura. Els Ghats intercepten els vents de monsó carregats d'humitat de la mar d'Aràbia, i la precipitació mitjana anual supera els 2.800 mm. El monsó del nord-est d'octubre a novembre complementa el monsó d'el sud-oest, actiu de juny a setembre. Els Ghats occidentals de sud són la part més humida de l'Índia peninsular, i estan envoltats per ecoregions més seques a l'est i al nord.
A partir del 2017, la mida total de les àrees protegides dins d'aquesta ecorregió ascendia a 5.998 km², equivalent al 27% de l'extensió de l'ecoregió. Un altre 62% està boscós però fora de les zones protegides.

## Flora
El clima fresc i humit, les altes precipitacions i la varietat de microclimes causats per les diferències en l'elevació i l'exposició sustenten boscos exuberants i diversos; el 35% de les espècies de plantes són endèmiques de l'ecoregió. Els boscos montans humits de fulla perenne són el tipus d'hàbitat predominant. Els boscos de muntanya de fulla perenne sustenten una gran diversitat d'espècies. Els arbres generalment formen un dosser de 15 a 20 m, i els boscos són de diversos pisos i rics en plantes epífites, especialment les orquídies. Els arbres característics del dosser són Cullenia exarillata, Mesua fèrria, Palaquium ellipticum, Gluta travancorica i Nageia wallichiana. Nageia és una conífera podocarpiana amb orígens en l'antic supercontinent de Gondwana, del qual Índia en va formar part anteriorment. A banda, un nombre d'altres plantes a l'ecoregió té orígens també en Gondwana. Altres espècies d'arbres de fulla perenne de bosc montà inclouen Calophyllum austroindicum, Garcinia rubro-echinata, Garcinia travancorica, Diospyros Barberi, Memecylon subramanii, Memecylon gracile, Goniothalamus rhyncantherus i Vernonia travancorica.

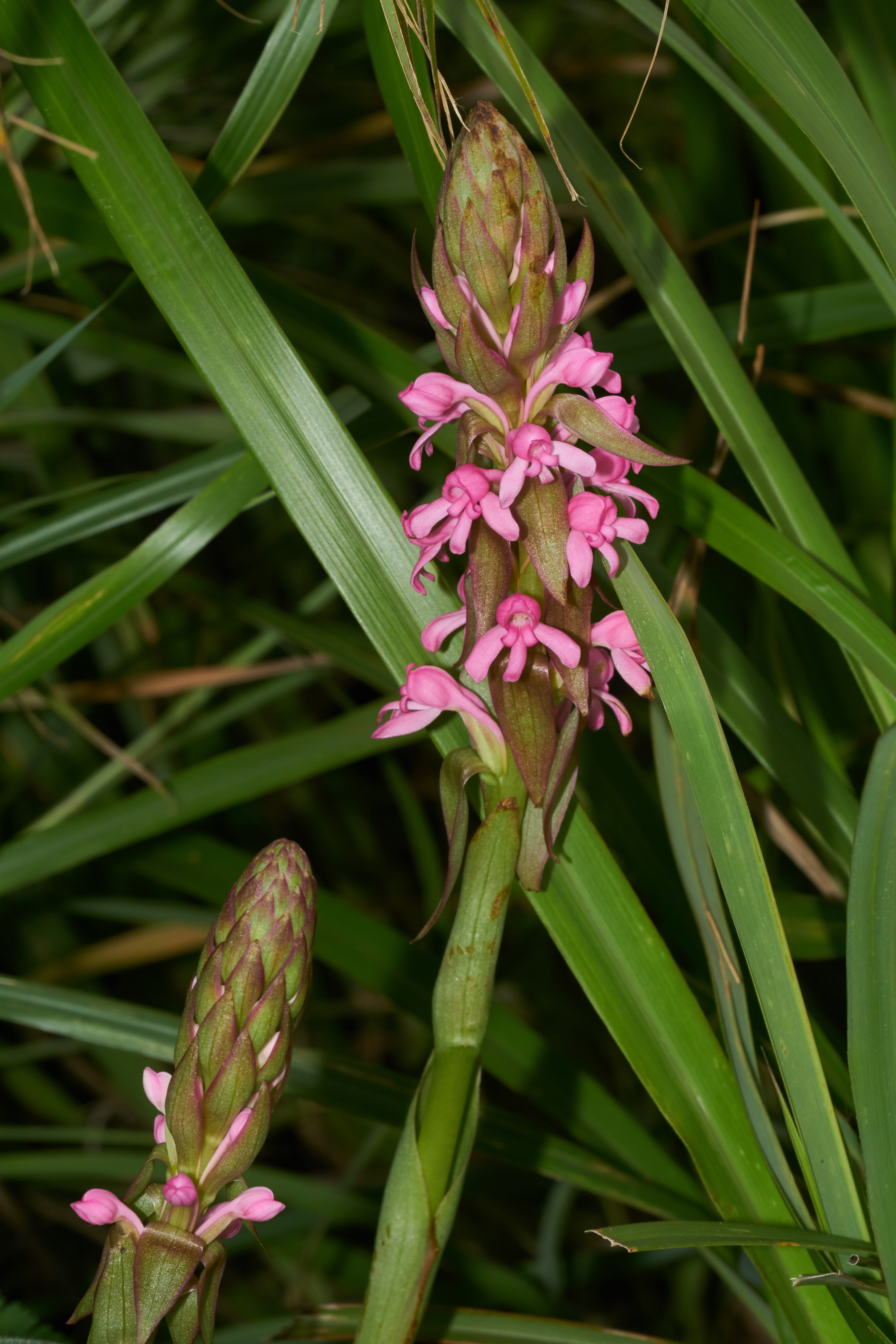
Satyrium nepalense. Parc Nacional de Silent Valley

L'altre tipus d'hàbitat principal en l'ecoregió és el complex de Shola-praderia, que es troba en elevacions de 1.900 a 2.220 m. La Shola és un bosc atrofiat amb una part superior de petits arbres, generalment Pygeum gardneri, Schefflera racemosa, Linociera ramiflora, Syzygium spp., Rhododendron nilgiricum, Mahonia nepalensis, Elaeocarpus recurvatus, Ilex denticulata, Michelia nilagirica, Actinodaphne bourdellonii i Litsea wightiana. A sota de la planta superior hi ha un baix sotabosc i una densa capa d'arbustos. Aquests boscos de Shola s'entremesclen amb praderies muntanyes, caracteritzades per espècies d'herba resistents al gel i el foc com Chrysopogon zeylanicus, Cymbopogon flexuosus, arundinella ciliata, arundinella mesophylla, arundinella tuberculata, themeda tremula i Sehima nervosum.

## Fauna
L'ecoregió sosté una fauna rica, també alta en endemisme: de 78 espècies de mamífers, 10 són endèmiques, juntament amb el 42% dels peixos, el 48% dels rèptils i el 75% dels amfibis. De 309 espècies d'aus, 13 són endèmiques.
L'ecoregió té la població d'elefants més gran de l'Índia, juntament amb poblacions de tigre amenaçat (Panthera tigris), lleopard (Panthera pardus), os morrut (Melursus ursinus), gaur (Bos gaurus) i dhole o gos salvatge indi (Cuon alpinus). El rar i endèmic Nilgiri tahr (Nilgiritragus hylocrius) es limita a una banda de 400 km de mosaic de praderies de Shola, des dels turons de Nilgiri al nord fins als turons d'Agasthyamalai (Ashambu) al sud. El macaco de cua de lleó (Macaca silenus) i el langur de Nilgiri (Semnopithecus johnii) són primats endèmics que estan en perill d'extinció. 90 de les 484 espècies de rèptils de l'Índia són endèmiques de l'ecoregió, amb vuit gèneres endèmics (Brachyophidium, Dravidogecko, Melanophidium, Plectrurus, Ristella, Salea, Teretrurus i Xylophis). Gairebé el 50% de les 206 espècies amfíbies de l'Índia són endèmiques de l'ecoregió, amb sis gèneres endèmics (Indotyphlus, Melanobatrachus, Nannobatrachus, Nyctibatrachus, Ranixalus i Uraeotyphlus).

## Àrees protegides
A partir de 1997, es designaren 13 àrees protegides que cobrien una superfície de més de 3.200 km². Diverses de les àrees protegides a la part nord de l'ecoregió estan incloses dins de la Reserva de la Biosfera de Nilgiri, i la Reserva de la Biosfera d'Agasthyamala cobreix la part meridional.
- Santuari de Vida Silvestre d'Aralam, Kerala (50 km²)
- Santuari de Vida Silvestre Brahmagiri, Karnataka (190 km²)
- Parc nacional d'Eravikulam, Kerala (97 km², part en els boscos humits de fulla caduca dels Ghats Occidentals meridionals)
- Parc Nacional de Grass Hills, Tamil Nadu
- Parc nacional Indira Gandhi (Anamalai), Tamil Nadu (600 km², en part en els boscos humits de fulla caduca dels Ghats Occidentals meridionals
- Reserva de Tigres Kalakkad Mundanthurai, Tamil Nadu (290 km²)
- Parc Nacional Karian Shola, Tamil Nadu
- Parc Nacional Karimpuzha, Kerala (230 km²)
- Santuari de Vida Silvestre de Megamalai, Tamil Nadu (120 km², en part en els boscos humits de fulla caduca dels Ghats Occidentals meridionals)
- Parc nacional de Mukurthi, Tamil Nadu (60 km²)
- Santuari de Vida Silvestre de Parambikulam, Kerala (260 km²)
- Parc nacional de Periyar, Kerala (540 km², en part en els boscos humits de fulla caduca dels Ghats Occidentals meridionals)
- Santuari de Vida Silvestre de Pushpagiri, Karnataka (60 km², en part en els boscos humits de fulla caduca dels Ghats Occidentals meridionals)
- Santuari de Vida Silvestre de Peppara, Kerala (40 km², en part en els boscos humits de fulla caduca dels Ghats Occidentals meridionals
- Santuari de Vida Silvestre de Sathyamangalam, Tamil Nadu (1611 km², en part en els boscos humits de fulla caduca dels Ghats Occidentals meridionals
- Santuari de Vida Silvestre de Shenduruny, Kerala (300 km²)
- Parc nacional de Silent Valley, Kerala (110 km²)
- Santuari de Fauna Talakaveri, Karnataka (250 km²)